# Richard Stengel
Richard Allan Stengel (Nova Iorque, 1955) é um jornalista, escritor, editor e Sub-Secretário de Estado estadunidense, no governo de Barack Obama, mundialmente conhecido por haver colaborado com a auto-biografia de Nelson Mandela, Long Walk to Freedom.

## Primeiros anos
Stengel nasceu e cresceu em Nova Iorque. Estudou na Universidade de Princeton onde jogou pela equipe universitária de basquetebol masculino, o Princeton Tigers na temporada de 1975. Graduou-se magna cum laude em 1977; após a faculdade ganhou a Bolsa Rhodes e fez pós-graduação em Inglês e História na Christ Church, Oxford.

## Carreira
Começou na revista Time em 1981 onde atuou até meados da década de 1980, quando se mudou para a Rolling Stone. Colaborou para a Time como ensaísta e escritor sênior na cobertura das campanhas presidenciais estadunidenses de 1988 e 1996.
Enquanto escrevia na Time, Stengel também escrevia para outros periódicos, como The New Yorker, The New Republic, e New York Times, além de aparecer na televisão como comentarista. Em 1992 cobriu a Convenção Democrata para o canal Comedy Central.
Com base na sua experiência jornalística, Stengel ministrou um curso em Princeton, em 1998, de Política e Imprensa. Foi também um dos colaboradores originais do canal MSNBC.
Retornou à Time em 1999, após o fracasso da indicação de Bill Bradley na Convenção Democrata para a disputa presidencial de 2000.
Em sua volta à Time acabou substituindo Richard Duncan como editor da Time.com, como anunciado em maio de 2000 pela Time Inc., ficando responsável por supervisionar a cobertura de notícias e pelo conteúdo editorial; ali ocupou diversas outras funções, passando um período como editor nacional da revista.
Em fevereiro de 2004 Stengel deixou a imprensa para dirigir o National Constitution Center, uma instituição não-governamental e apartidária dedicada aos estudos constituicionais.
Retornou novamente à Time, em 2006, como chefe de redação da revista.
Stengel casou-se com Mary Pfaff, uma sul-africana, com quem teve dois filhos. O casal se conheceu enquanto Stengel estava na África do Sul trabalhando na autobiografia de Nelson Mandela, que acabou se tornando o padrinho de seu filho mais velho, Gabriel.
Em setembro 2013 voltou novamente a se afastar dos trabalhos editoriais na Time, pois foi nomeado pelo Presidente Obama como Sub-Secretário do Departamento de Estado do governo, para a Diplomacia e Assuntos Públicos.

## Livros
Stengel e autor de vários livros, dentre os quais se destacam.
- January Sun: One Day, Three Lives, A South African Town, 1990.
- You're Too Kind: A Brief History of Flattery, 2000.
- Mandela's Way: Fifteen Lessons on Life, Love and Courage, 2010.